# Racing Football Club Union Lëtzebuerg
Il Racing Football Club Union Lëtzebuerg, meglio noto come Racing FC Union Lussemburgo o RU Lussemburgo, è una società calcistica lussemburghese con sede nella città di Lussemburgo. Milita nella Division Nationale, la massima divisione del campionato lussemburghese di calcio. Fondato nel 2005, ha vinto una Coppa del Lussemburgo nell'edizione 2017-2018.

## Storia
Il club fu fondato il 12 maggio 2005 dalla fusione di tre società con sede in Lussemburgo: CA Spora Luxembourg, Union Luxembourg e CS Alliance 01 Luxembourg. A loro volte, queste tre squadre erano frutto di precedenti fusioni:
- Il CA Spora Luxembourg deriva dalla fusione nel 1923 tra Racing Club Luxembourg e Sporting Club Luxembourg.
- L'Union Luxembourg deriva dalla fusione nel 1925 tra US Hollerich Bonnevoie e Jeunesse Sportive Verlorenkost.
- Il CS Alliance 01 Luxembourg deriva dalla fusione nel 2001 tra FC Aris Bonnevoie e CS Hollerich.

Nella stagione 2005-2006 ha terminato la stagione regolare al settimo posto a pari punti con il Wiltz 71, accedendo al girone retrocessione A e conquistando la salvezza. Nella stagione 2006-2007 si è classificato in quarta posizione, mentre nella stagione 2007-2008 è riuscita a strappare il secondo posto al Jeunesse Esch, qualificandosi così per la Coppa UEFA 2008-2009. L'unica partecipazione alla Coppa UEFA si è conclusa con una sconfitta complessiva per 10-1 contro gli svedesi del Kalmar (sconfitta per 0-3 in casa e per 7-1 in trasferta). Sully Billon segnò l'unico gol del club nella competizione.
Nella stagione 2017-2018 ha conquistato il suo primo trofeo, vincendo la Coppa del Lussemburgo, dopo aver sconfitto l'Hostert dopo i tiri di rigore. Grazie a questa vittoria si è qualificato per il primo turno preliminare della UEFA Europa League 2018-2019, venendo però subito eliminato dai rumeni del Viitorul Constanța.
Nella stagione 2020-2021 si conquista l’accesso in Europa, in estate partecipa al primo turno della Uefa Conference League contro gli islandesi del Breidablik, ma subiscono un 2-3 in casa e un 2-0 in trasferta che li elimina.

## Palmarès

### Competizioni nazionali
- Coppa del Lussemburgo: 2

2017-2018, 2021-2022

### Altri piazzamenti
- Campionato lussemburghese:

Secondo posto: 2007-2008
- Coppa del Lussemburgo:

Semifinalista: 2010-2011, 2024-2025

## Organico

### Rosa 2011-2012
| N. |                                 | Ruolo | Calciatore       |
| -- | ------------------------------- | ----- | ---------------- |
| 2  | Lussemburgo (bandiera)          | D     | Adriano Centrone |
| 3  | Lussemburgo (bandiera)          | D     | Marco Simoes     |
| 4  | Lussemburgo (bandiera)          | D     | Almin Babacic    |
| 6  | Bosnia ed Erzegovina (bandiera) | C     | Damir Muhović    |
| 7  | Francia (bandiera)              | C     | Gaël Hug         |
| 8  | Francia (bandiera)              | A     | Nicolas Romero   |
| 9  | Lussemburgo (bandiera)          | C     | Sami Fontes      |
| 10 | Francia (bandiera)              | C     | Cedric Clerc     |
| 11 | Senegal (bandiera)              | A     | Papis Niang      |
| 12 | Lussemburgo (bandiera)          | A     | Antonio Luis     |
| 14 | Lussemburgo (bandiera)          | A     | Kris D'Exelle    |
| 16 | Francia (bandiera)              | P     | Alexandre Abello |

| N. |                        | Ruolo | Calciatore         |
| -- | ---------------------- | ----- | ------------------ |
| 17 | Francia (bandiera)     | D     | Thomas Fullenwarth |
| 18 | Francia (bandiera)     | D     | Karim Djellal      |
| 21 | Lussemburgo (bandiera) | C     | Riccardo Centrone  |
| 22 | Lussemburgo (bandiera) | D     | Marc Raus          |
| 23 | Francia (bandiera)     | A     | Levy Rougeaux      |
| 24 | Lussemburgo (bandiera) | A     | Žarko Lukić        |
| 25 | Lussemburgo (bandiera) | P     | Damien Raths       |
| 31 | Lussemburgo (bandiera) | P     | Tiago Mendes       |
| 35 | Lussemburgo (bandiera) | D     | Nenad Dragović     |
| 70 | Lussemburgo (bandiera) | D     | Hector Varela      |
| 99 | Belgio (bandiera)      | D     | Alexandre Vitali   |
|    | Lussemburgo (bandiera) | D     | Giuliano Jackson   |

### Rose delle stagioni precedenti
- 2008-2009